# Perth Glory
Perth Glory FC is een Australische voetbalclub uit Perth in de staat West-Australië. De club werd in 1996 opgericht. Het thuisstadion van Perth Glory is het Members Equity Stadium, dat een capaciteit van 18.450 plaatsen heeft.
Perth Glory is een van de vier clubs die in 2004 na de opheffing van de National Soccer League de overstap naar de nieuwe A-League maakte. De andere drie clubs zijn Adelaide United, Newcastle United Jets en New Zealand Knights.
De stad Perth wilde als vanaf de start van de National Soccer League in 1977 een vertegenwoordiger in deze competitie hebben. Door logistieke en financiële redenen wilde de NSL, met voornamelijk clubs die uit steden langs de oostkust kwamen, aanvankelijk liever geen clubs uit het verre West-Australië in de competitie. Dit veranderde toen Perth Kangaroos IFC in 1994 deelnam aan de Singapore Premier League en deze competitie met gemak won. De organisatoren van de NSL waren onder de indruk en besloten dat de stad Perth een vertegenwoordiger in de NSL zou krijgen. Aangezien Perth Kangaroos IFC door financiële problemen werd opgeheven, was het Perth Glory dat aan de NSL mocht deelnemen namens West-Australië. Perth Glory ontwikkelde zich boven verwachting en in 2003 en 2004 won de club zelfs de competitie.

## Erelijst
- National Soccer League:

Winnaar: 2003, 2004
Runner-up: 2000, 2002
- Pre-Season Cup:

Winnaar: 2005, 2007

## Bekende (oud-)spelers
- Bas van den Brink
- Simon Colosimo
- Jason Davidson
- Brian Deane
- Guyon Fernandez
- Robbie Fowler
- Youssouf Hersi
- Frank Jurić
- Stan Lazaridis
- Ljubo Milićević
- Liam Miller
- Joshua Rawlins
- Trent Sainsbury
- Samson Siasia
- Victor Sikora
- Daniel De Silva
- Shane Smeltz
- Daniel Sturridge
- Ruben Zadkovich